# Николаос Давелис
Николаос Давелис (на гръцки: Νικόλαος Νταβέλης) е гръцки революционер, андартски капитан.

## Биография
Роден е в края на XIX век в арумънското село в Паяк планина Голема Ливада, Османска империя. Роден е в семейство Давелис, което е едно от най-старите в селото. Формира андартска чета, която ръководи. Сътрудничи си с Анастасиос Белис, Стерьо Наум, Константинос Гарефис и Николаос Несиос. Арестуван е от турските власти в 1906 година в битка в областта Валя Сяка, между Ливада и Ошин и е затоврен в Еди куле в Солун, но след Хуриета в 1908 година е амнистиран.